# 21 Grams
21 Grams is een misdaad-drama uit 2003. Het was de tweede speelfilm van de Mexicaanse regisseur Alejandro González Iñárritu. De titel verwijst naar het gewicht van de ziel, zoals de Amerikaanse arts Duncan MacDougall dat in 1907 na een experiment concludeerde.
Zowel hoofdrolspeler Naomi Watts als bijrolspeler Benicio del Toro werden voor hun spel genomineerd voor een Oscar. Twintig andere filmprijzen werden de film daadwerkelijk toegekend, waaronder zowel een Golden Satellite Award als een National Board of Review Award voor beste acteur en een Golden Trailer Award voor beste voice-over (allen voor Sean Penn).

## Verhaal
De plot verweeft net als in Iñárritu's vorige productie Amores perros (2000) meerdere verhaallijnen, ditmaal rond een noodlottig auto-ongeval. Paul Rivers (Sean Penn) is een aan hartkwalen lijdende wiskundige, Cristina Peck (Naomi Watts) een door rouw getekende weduwe en Jack Jordan (Benicio del Toro) een ex-gevangene wiens prille geloof zwaar op de proef wordt gesteld.

## Rolverdeling
| Acteur               | Personage       | Opmerkingen              |
| -------------------- | --------------- | ------------------------ |
| Sean Penn            | Paul Rivers     | Wiskundige met hartkwaal |
| Naomi Watts          | Cristina Peck   | Weduwe                   |
| Benicio del Toro     | Jack Jordan     | Ex-gedetineerde          |
| Danny Huston         | Michael         |                          |
| Charlotte Gainsbourg | Mary Rivers     |                          |
| John Rubinstein      |                 | Gynaecoloog              |
| Eddie Marsan         | Reverend John   |                          |
| Melissa Leo          | Marianne Jordan |                          |
| Clea DuVall          | Claudia         |                          |
| Denis O'Hare         | Rothberg        | Dokter                   |